# Neosilba nigrocaerulea
Neosilba nigrocaerulea är en tvåvingeart som beskrevs av Malloch 1982. Neosilba nigrocaerulea ingår i släktet Neosilba och familjen stjärtflugor. Inga underarter finns listade i Catalogue of Life.